# Rondò Veneziano
Rondò Veneziano ist ein italienisches Orchester. Sein Repertoire schöpft sich mehrheitlich aus Originalkompositionen des Orchestergründers und -leiters Gian Piero Reverberi, die dem Stil der venezianischen Barockmusik nachempfunden sind, aber auch moderne Elemente wie Schlagzeug, E-Gitarre, E-Bass und Synthesizerklänge einbeziehen. Als Co-Komponisten fungieren Dario Farina, Laura Giordano, Ivano Pavesi und Giuseppe Zuppone. Solistisch und in der Melodieführung spielt die Oboe eine zentrale Rolle im Klanggefüge.

## Geschichte
Das Orchester wurde im Jahr 1979 gegründet. Die ersten Alben, Rondò Veneziano, La Serenissima, Venezia 2000 und Odissea Veneziana sowie deren Single-Auskopplungen waren große Erfolge. Auch die nachfolgenden Alben erreichten in vielen europäischen Ländern Charts-Platzierungen. Der Musikstil war damals neuartig und wird auch heute noch kontrovers diskutiert. Unzählige TV-Auftritte verankerten beim Publikum das Bild eines neunköpfigen Ensembles in Rokoko-Kostümen. Bei Live-Auftritten spielen rund 30 Musiker unter der Leitung von Gian Piero Reverberi. 
1985 trug das Orchester die Musik zum Film „Not Quite Jerusalem“ bei („Not Quite Paradise“ in den Vereinigten Staaten). Der Soundtrack enthielt neubearbeitete Fassungen von Stücken der Alben Rondò Veneziano / Venice in Peril und La Serenissima / The Genius of Venice. 
Obwohl Rondò Veneziano nach wie vor Konzerte gibt, erschien das letzte Studio-Album mit neuen Titeln im Jahr 2002. Seither wurden nur noch Wiederveröffentlichungen, Best-of-CDs und ein zweites Live-Album (mit der noch unveröffentlichten Komposition Risveglio) herausgebracht. Das erfolgreiche Konzept von Rondò Veneziano wurde über die Jahre von verschiedenen Gruppen wie beispielsweise der deutschen Gruppe Rondo Classico oder der US-amerikanischen Gruppe Nova Era aufgegriffen.
Das Rondò Veneziano Chamber Orchestra wurde im Herbst 2008 aus der Taufe gehoben und veröffentlichte bislang ein Album. Hierbei wird Gian Piero Reverberi als Solist am Flügel von 14 Streichern und einem Waldhorn begleitet. In dieser Formation verzichtet das Orchester im Sinne eines rein klassischen Konzerterlebnisses auf Elektronik und Rhythmusinstrumente. Konsequenterweise treten die Musiker auch nicht mehr in historischen Kostümen, sondern in schwarzer Abendkleidung auf. Die Melodien speisen sich aus dem bekannten Repertoire von Rondò Veneziano, wurden aber von Gian Piero Reverberi für diese Orchesterformation neu arrangiert.
Rondò Veneziano gibt unter der Leitung seines Gründers, Komponisten, Arrangeurs und Dirigenten Gian Piero Reverberi nach wie vor Konzerte in der großen Formation – mit Elektronik, Rhythmusinstrumenten und in historischen Kostümen –, wird aber vermehrt auch als Kammerorchester konzertieren.

## Diskografie

### Studioalben
| Jahr | Titel                                                                                        | Höchstplatzierung, Gesamtwochen, AuszeichnungChartplatzierungen (Jahr, Titel, Platzierungen, Wochen, Auszeichnungen, Anmerkungen) | Höchstplatzierung, Gesamtwochen, AuszeichnungChartplatzierungen (Jahr, Titel, Platzierungen, Wochen, Auszeichnungen, Anmerkungen) | Höchstplatzierung, Gesamtwochen, AuszeichnungChartplatzierungen (Jahr, Titel, Platzierungen, Wochen, Auszeichnungen, Anmerkungen) | Höchstplatzierung, Gesamtwochen, AuszeichnungChartplatzierungen (Jahr, Titel, Platzierungen, Wochen, Auszeichnungen, Anmerkungen) | Höchstplatzierung, Gesamtwochen, AuszeichnungChartplatzierungen (Jahr, Titel, Platzierungen, Wochen, Auszeichnungen, Anmerkungen) | Anmerkungen |
| Jahr | Titel                                                                                        | DE | AT | CH | UK | IT | Anmerkungen |
| ---- | -------------------------------------------------------------------------------------------- | --- | --- | --- | --- | --- | --- |
| 1980 | Rondò Veneziano / The Genius of Venice (UK 1984)                                             | DE32 (12 Wo.)DE | — | — | UK60 (13 Wo.)UK | IT3 (31 Wo.)IT | Baby Records (in UK Ferroway Records) u. v. a. Charteinstieg in DE 1982, in UK 1984, in IT 1981 in DE abweichende Tracklängen |
| 1981 | La Serenissima / Venice in Peril (UK 1983)                                                   | — | — | CH— PlatinCH | UK34 Gold · (20 Wo.)UK | IT8 (32 Wo.)IT | Baby Records (in UK Ferroway Records) u. v. a. Charteinstieg in UK 1983 in DE ist das Album erst 1985 erschienen              |
| 1982 | Scaramucce                                                                                   | DE33 (13 Wo.)DE | — | — | — | IT14 (7 Wo.)IT | Baby Records u. v. a. |
| 1984 | Odissea veneziana (IT) / L’Odyssée de Venise (FR 1985) / Odissea (UK 1985)                   | — | — | CH— PlatinCH | — | IT5 (14 Wo.)IT | Baby Records u. v. a. in Deutschland und Österreich ist 1985 eine gleichnamige, inhaltlich abweichende Kompilation erschienen |
| 1985 | Casanova                                                                                     | — | — | CH1 (12 Wo.)CH | — | IT6 (14 Wo.)IT | Baby Records |
| 1986 | Rapsodia veneziana (IT, FR) / Fantasia veneziana / Lagune (SE, BE)                           | DE4 Gold · (11 Wo.)DE | AT15 Gold · (14 Wo.)AT | CH1 (14 Wo.)CH | — | IT12 (10 Wo.)IT | Baby Records |
| 1987 | Arabesque / Misteriosa Venezia                                                               | DE1 Platin · (17 Wo.)DE | AT14 Gold · (12 Wo.)AT | CH2 ×2Doppelplatin · (19 Wo.)CH                                                                                                   | — | IT16 (2 Wo.)IT | Baby Records. Die Veröffentlichungen unterscheiden sich sowohl in der Reihenfolge als auch durch zusätzliche Titel            |
| 1988 | Concerto (FR, IT) / Poesia di Venezia                                                        | DE8 Gold · (10 Wo.)DE | AT— GoldAT | CH1 ×2Doppelplatin · (15 Wo.)CH                                                                                                   | — | — | Baby Records. Die Veröffentlichungen unterscheiden sich sowohl in der Reihenfolge als auch durch zusätzliche Titel            |
| 1989 | Armonie (DE) / Masquerade (IT, FR) / Visioni di Venezia                                      | DE10 Gold · (11 Wo.)DE | — | CH4 Platin · (13 Wo.)CH | — | — | Baby Records. Die Veröffentlichungen unterscheiden sich sowohl in der Reihenfolge als auch durch zusätzliche Titel            |
| 1990 | Barocco (IT) / Mystère (FR 1991) / Musica… Fantasia / Capriccio Veneziano (DE 1991, BE 2001) | DE21 Gold · (16 Wo.)DE | — | CH4 (16 Wo.)CH | — | IT18 (4 Wo.)IT | Baby Records. Die Veröffentlichungen unterscheiden sich sowohl in der Reihenfolge als auch durch zusätzliche Titel            |
| 1991 | Prestige (FR, IT) / Magica melodia (DACH)                                                    | DE27 (10 Wo.)DE | — | CH4 Platin · (10 Wo.)CH | — | — | Baby Records. Die Veröffentlichungen unterscheiden sich sowohl in der Reihenfolge als auch durch zusätzliche Titel            |
| 1992 | Stagioni di Venezia                                                                          | DE70 (8 Wo.)DE | — | — | — | — | La Drogueria di Drugolo (DDD)                                                                                                 |
| 1994 | Il Mago di Venezia                                                                           | — | — | — | — | — | La Drogueria di Drugolo (DDD)                                                                                                 |
| 1995 | Sinfonia di Natale – Weihnachten mit Rondò Veneziano                                         | DE15 (3 Wo.)DE | — | — | — | — | La Drogueria di Drugolo (DDD)                                                                                                 |
| 1997 | Marco Polo                                                                                   | DE52 (5 Wo.)DE | — | CH13 (8 Wo.)CH | — | — | Koch Records |
| 1998 | Zodiaco – Sternzeichen                                                                       | — | — | CH35 (8 Wo.)CH | — | — | Koch Records |
| 1999 | Honeymoon – Luna di Miele                                                                    | — | — | CH47 (1 Wo.)CH | — | — | Koch Records |
| 1999 | Attimi Di Magia – Magische Augenblicke (Das Piano-Album)                                     | — | — | — | — | — | Koch Records |
| 2001 | Papagena                                                                                     | DE73 (5 Wo.)DE | — | CH91 (3 Wo.)CH | — | — | Baby Records |
| 2002 | Vénetienne                                                                                   | — | — | — | — | — | EMI France |
| 2002 | La Piazza (DACH) / Concertissimo (FR, IT)                                                    | DE67 (4 Wo.)DE | — | — | — | — | Baby Records und BMG France. Die Veröffentlichungen unterscheiden sowohl in der Reihenfolge als auch durch zusätzliche Titel  |

grau schraffiert: keine Chartdaten aus diesem Jahr verfügbar

### Tributalben
| Jahr | Titel                                                              | Höchstplatzierung, Gesamtwochen, AuszeichnungChartplatzierungen (Jahr, Titel, Platzierungen, Wochen, Auszeichnungen, Anmerkungen) | Höchstplatzierung, Gesamtwochen, AuszeichnungChartplatzierungen (Jahr, Titel, Platzierungen, Wochen, Auszeichnungen, Anmerkungen) | Höchstplatzierung, Gesamtwochen, AuszeichnungChartplatzierungen (Jahr, Titel, Platzierungen, Wochen, Auszeichnungen, Anmerkungen) | Höchstplatzierung, Gesamtwochen, AuszeichnungChartplatzierungen (Jahr, Titel, Platzierungen, Wochen, Auszeichnungen, Anmerkungen) | Höchstplatzierung, Gesamtwochen, AuszeichnungChartplatzierungen (Jahr, Titel, Platzierungen, Wochen, Auszeichnungen, Anmerkungen) | Anmerkungen           |
| Jahr | Titel                                                              | DE | AT | CH | UK | IT | Anmerkungen           |
| ---- | ------------------------------------------------------------------ | --- | --- | --- | --- | --- | --------------------- |
| 1990 | The Genius of Vivaldi / Concerto per Vivaldi / Le Génie De Vivaldi | — | — | — | — | — | Baby Records u. v. a. |
| 1990 | The Genius of Mozart / Concerto per Mozart / Le Génie De Mozart    | DE14 (13 Wo.)DE | — | — | — | — | Baby Records u. v. a. |
| 1990 | Concerto per Beethoven                                             | — | — | — | — | — | Ariola, BMG           |
| 2000 | La storia del Classico                                             | — | — | CH63 (3 Wo.)CH | — | — | Koch Records          |

### Livealben
- 1997: Gian Piero Reverberi conducts Rondò Veneziano – In Concerto (Koch International)
- 2005: 25 – Live in concert (Cleo Music)

### Kompilationen
| Jahr | Titel | Höchstplatzierung, Gesamtwochen, AuszeichnungChartplatzierungen (Jahr, Titel, Platzierungen, Wochen, Auszeichnungen, Anmerkungen) | Höchstplatzierung, Gesamtwochen, AuszeichnungChartplatzierungen (Jahr, Titel, Platzierungen, Wochen, Auszeichnungen, Anmerkungen) | Höchstplatzierung, Gesamtwochen, AuszeichnungChartplatzierungen (Jahr, Titel, Platzierungen, Wochen, Auszeichnungen, Anmerkungen) | Höchstplatzierung, Gesamtwochen, AuszeichnungChartplatzierungen (Jahr, Titel, Platzierungen, Wochen, Auszeichnungen, Anmerkungen) | Höchstplatzierung, Gesamtwochen, AuszeichnungChartplatzierungen (Jahr, Titel, Platzierungen, Wochen, Auszeichnungen, Anmerkungen) | Anmerkungen |
| Jahr | Titel | DE | AT | CH | UK | IT | Anmerkungen |
| ---- | --- | --- | --- | --- | --- | --- | --- |
| 1983 | Venezia 2000 | DE2 Gold · (16 Wo.)DE | AT— GoldAT | CH1 ×2Doppelplatin · (18 Wo.)CH                                                                                                   | — | IT3 (16 Wo.)IT | Baby Records |
| 1984 | Concerto futurissimo | DE7 (16 Wo.)DE | AT5 (8 Wo.)AT | — | — | — | Baby Records Charteinstieg in AT erst 1986 |
| 1985 | Odissea veneziana | DE3 Gold · (15 Wo.)DE | AT7 Gold · (12 Wo.)AT | — | — | — | Baby Records, Charteinstieg in DE 1985, in AT 1986. in der Schweiz und Italien ist 1984 ein gleichnamiges, inhaltlich abweichendes Studioalbum erschienen |
| 1990 | The Genius Of Vivaldi, Mozart, Beethoven (IT) / Spielt Wolfgang Amadeus Mozart, Ludwig Van Beethoven, Antonio Vivaldi (DE 2004) | — | — | CH11 Gold · (10 Wo.)CH | — | — | Baby Records, Sammlung (3 CDs) besteht aus den Concerto per-Alben, wurde von BMG nach 14 Jahren in DE wiederveröffentlicht                                |
| 1992 | Rondò 2000 – The Best of Rondò Veneziano                                                                                        | — | — | CH10 Gold · (12 Wo.)CH | — | IT14 (6 Wo.)IT | Baby Records/Cleo Music |
| 1992 | Venezia romantica – The Best of Rondò Veneziano                                                                                 | DE46 (9 Wo.)DE | — | — | — | — | BMG, Ariola |
| 1996 | The Best of Rondò Veneziano – Vol. 1                                                                                            | DE89 (4 Wo.)DE | — | — | — | — | BMG, Ariola |
| 2011 | I grandi successi | — | — | — | — | IT98 Gold · (1 Wo.)IT | Sony/RCA, Flashback-Serie (3CDs), Charteinstieg in IT erst 2013                                                                                           |

Weitere Kompilationen
- 1981: Notturno in gondola (Baby Records)
- 1995: Back2Back (CD-Set Scaramucce und Concerto Futurissimo)
- 1995: Eine Nacht in Venedig
- 1995: Romanza Veneziana
- 1995: I grandi successi vol.1
- 1996: I grandi successi vol.2
- 1996: Preludio all’amore - All the romantic hits
- 1996: Seduzione
- 1997: I grandi successi (Italien)
- 1997: Fantasia classica
- 1997: Die großen Erfolge
- 1997: I grandi successi vol.3
- 1997: Via dell’amore
- 1998: Fantasia d’autunno - Fantasien zur Herbstzeit
- 1998: Fantasia d’inverno - Fantasien zur Winterzeit
- 1999: Fantasia di primavera - Fantasien zur Frühlingszeit
- 1999: Fantasia d’estate - Fantasien zur Sommerzeit
- 1999: Protagonisti vol. 1
- 2000: I grandi successi originali (Italien)
- 2000: The Very Best of …
- 2000: Nur das Beste – Die größten Hits
- 2000: Protagonisti vol. 2
- 2001: The Magic of Christmas
- 2001: 3 Originals (identisch mit Scaramucce, Poesia di Venezia und Concerto per Mozart)
- 2003: Frühlingszeit - Primavera (CD-Set Papagena und La Piazza)
- 2004: Nur das Beste – Die größten Hits Vol. 2
- 2004: Der Zauber Italiens (4 CDs)
- 2005: Masterpieces
- 2005: 25 Jahre – Magische Momente
- 2005: Flashback Rondò Veneziano (Italien)
- 2005: Pures Gold (Sammeledition, identisch mit Fantasia Veneziana)
- 2005: Buon Natale (identisch mit Papagena und La Piazza)
- 2005: Concerto d’amore
- 2005: I grandi Successi vol. 4
- 2005: Buon Natale
- 2006: I grandi successi vol. 5
- 2006: Superissimi
- 2006: Ein romantisches Konzert
- 2007: Masterpieces
- 2007: Goldstücke
- 2009: Collections
- 2009: Rondò Veneziano Chamber Orchestra
- 2011: I grandi successi vol. 6
- 2012: Best of 3 CD
- 2013: Un'ora Con …

### Singles
| Jahr | Titel Album      | Höchstplatzierung, Gesamtwochen, AuszeichnungChartsChartplatzierungen (Jahr, Titel, Album, Platzierungen, Wochen, Auszeichnungen, Anmerkungen) | Anmerkungen                                          |
| Jahr | Titel Album      | UK | Anmerkungen                                          |
| ---- | ---------------- | --- | ---------------------------------------------------- |
| 1983 | La Serenissima – | UK58 (4 Wo.)UK | nach Wiederveröffentlichung 1988 erneut auf Platz 99 |

Weitere Singles
Der CD-Katalog bei Sony Music (ehemals BMG) umfasst nur Titel bis 1996, die ursprünglich bei Baby Records und DDD (La Drogueria di Drugolo) veröffentlicht wurden. Von 1997 bis 2000 war Rondò Veneziano bei KOCH Music unter Vertrag, von 2001 bis 2002 erneut bei Baby Records und seit 2003 exklusiv bei der CLEO Music AG.

### Videoalben
- 2005: Rondò Veneziano Live in Las Vegas
- 2010: Rondò Veneziano Once upon a time

## Auszeichnungen für Musikverkäufe
Anmerkung: Auszeichnungen in Ländern aus den Charttabellen bzw. Chartboxen sind in ebendiesen zu finden.
| Land/RegionAuszeichnungen für Musikverkäufe (Land/Region, Auszeichnungen, Verkäufe, Quellen) | Gold       | Platin       | Verkäufe  | Quellen           |
| -------------------------------------------------------------------------------------------- | ---------- | ------------ | --------- | ----------------- |
| Deutschland (BVMI)                                                                           | 6× Gold6   | Platin1      | 2.000.000 | musikindustrie.de |
| Italien (FIMI)                                                                               | Gold1      | —            | 25.000    | fimi.it           |
| Österreich (IFPI)                                                                            | 5× Gold5   | —            | 125.000   | ifpi.at           |
| Schweiz (IFPI)                                                                               | 2× Gold2   | 10× Platin10 | 550.000   | hitparade.ch      |
| Vereinigtes Königreich (BPI)                                                                 | Gold1      | —            | 100.000   | bpi.co.uk         |
| Insgesamt                                                                                    | 15× Gold15 | 11× Platin11 |           |                   |